# Pica del Migdia
La Pica del Migdia és una muntanya de 1.923,5 metres d'altitud, al límit dels termes de les comunes de Jújols i Noedes, totes dues de la comarca del Conflent, a la Catalunya del Nord.
És a l'extrem nord-est del terme de Jújols i al sud del de Noedes. És al sud-est del Mont Coronat i del Roc de l'Ermita.
És una muntanya per on passen diverses rutes d'accés al Mont Coronat.